# 千葉県道6号市川浦安線
千葉県道6号市川浦安線（ちばけんどう6ごう いちかわうらやすせん）は、千葉県市川市八幡の国道14号との交点を起点とし、浦安市猫実の千葉県道10号東京浦安線、千葉県道242号浦安停車場線との交点である「浦安駅前」交差点を終点とする県道（主要地方道）である。旧道は行徳街道、現道は行徳バイパス、市川浦安バイパス。

## 路線データ
- 起点 千葉県市川市八幡、国道14号交点

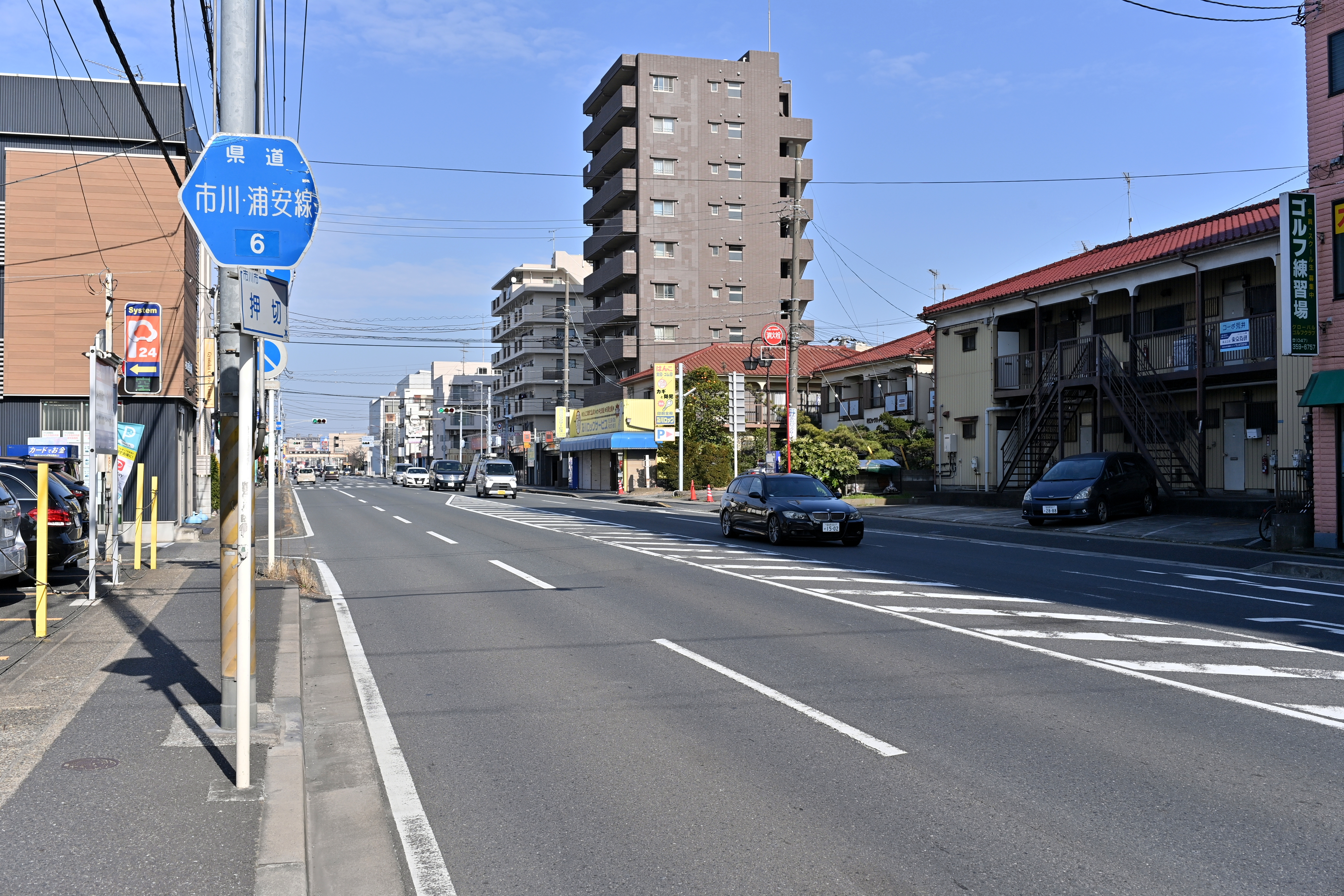
千葉県道6号市川浦安線
市川市押切（2023年2月）

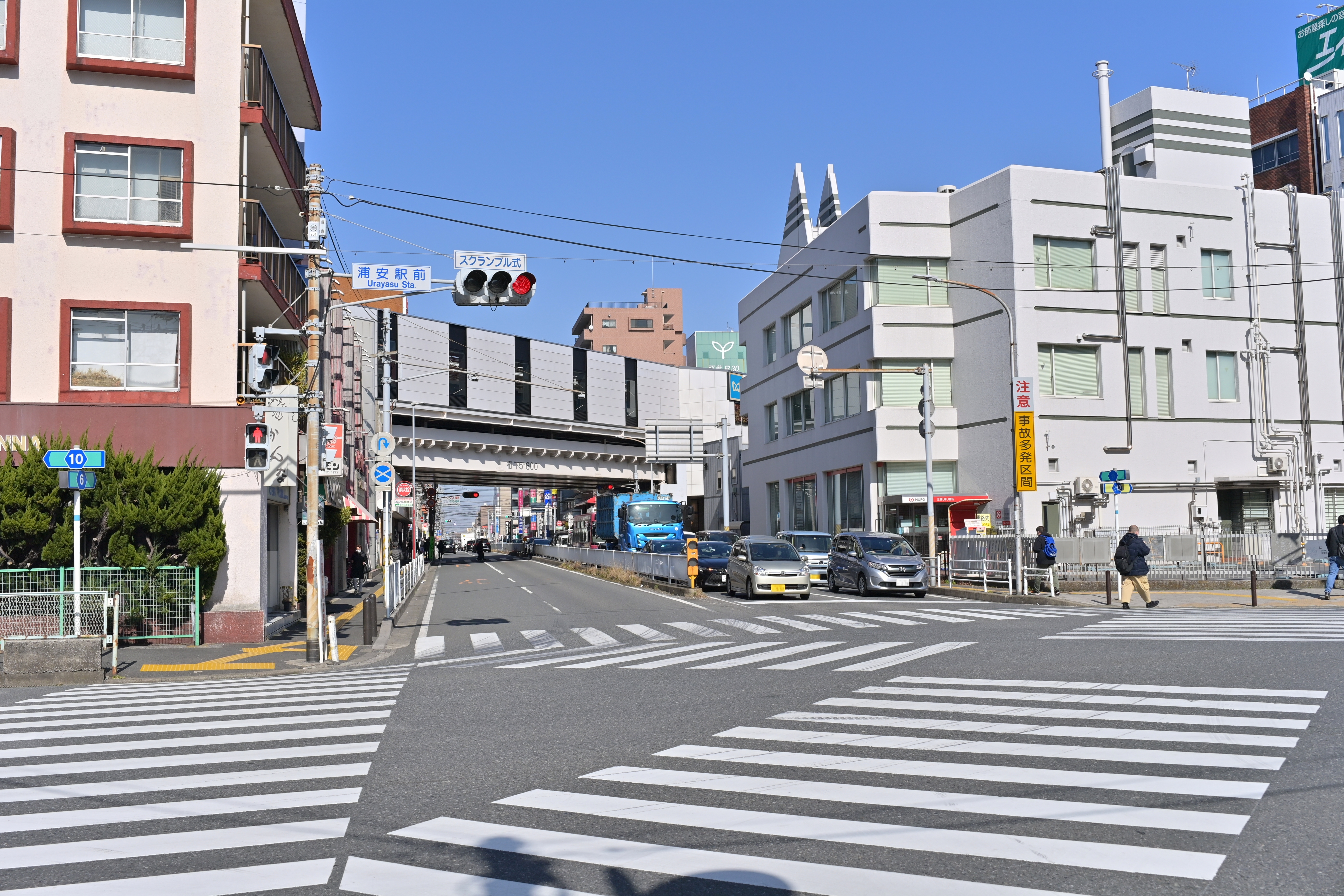
千葉県道6号市川浦安線の終点（浦安駅前交差点）

- 終点 千葉県浦安市猫実、「浦安駅前」交差点
- 総延長：*.* km（葛南土木事務所管内：*.* km）
- 重用延長：*.* km（葛南土木事務所管内：*.* km）
- 実延長：12.416 km（葛南土木事務所管内：12.416 km[1]）
- Googleマップ - 現道
- Googleマップ - 旧道

## 路線状況
1955年（昭和30年）に県道認定された旧道は、浦安駅前交差点から現道の西側をほぼ並行して走っている。古くは江戸から成田山新勝寺へ向かう参詣客の交通路であり、行徳はその宿場町として栄えた。
行徳・浦安地区の開発事業に伴い、現道にあたるバイパスが1972年（昭和47年）に開通した。江戸川放水路に架かる4車線の新行徳橋（開通当時は有料）によって、行徳地区から対岸にある市川市中心部へのアクセスが向上した。その後も、旧行徳橋は2020年の新橋供用開始まで現役であったが、老朽化が進み、また幅も非常に狭く大型車同士の離合は慎重を要していた。
現道の市川市内は沿道にラーメン店が多く、ラーメン街道の異名を持つ。
片側2車線の道路だが市川市内を中心に違法駐車が多く、実質的には片側1車線しか通行できない区間が多い。右折レーンも少ない。また、歩道も狭くなっている。なお、ラーメン店が増える以前は、中古車店が多く他に目立つ店舗が少なかったため、マスコミで『中古車の秋葉原』と紹介されていた。

### 交通量
平成22年(2010年)時の市川浦安線の交通量において各観測地点での自動車類交通量や昼夜率などでは以下の通りになっている。
| 交通調査地点                     | 昼間12時間自動車類交通量 | 昼間12時間自動車類交通量 | 昼間12時間自動車類交通量 | 24時間自動車類交通量 | 24時間自動車類交通量 | 24時間自動車類交通量 | 昼夜率 | 昼夜12時間ピーク比率 | 昼夜12時間大型車混入率 |
| 交通調査地点                     | 小型車                   | 大型車                   | 合計                     | 小型車               | 大型車               | 合計                 | 昼夜率 | 昼夜12時間ピーク比率 | 昼夜12時間大型車混入率 |
| 市川市香取2丁目12-1（現道区間）  | 12708台                  | 3112台                   | 15820台                  | 18569台              | 4212台               | 22781台              | 1.44%  | 9.3%                 | 19.7%                  |
| 市川市新井2丁目21-12（現道区間） | 12116台                  | 1721台                   | 13837台                  | 17242台              | 2683台               | 19925台              | 1.44%  | 9.8%                 | 12.4%                  |
| 旧道区間                         | 14750台                  | 2224台                   | 16974台                  | 21039台              | 3404台               | 24443台              | 1.44%  | 8.8%                 | 13.1%                  |

また現道の幅員構成はいずれの区間も道路部幅員18.40m、車道部幅員14.50m、車道幅員13.50m、中央帯幅員1.00mとなっている。

## 地理

### 通過する自治体
- 千葉県
  - 市川市
  - 浦安市

### 重複するおもな道路
- 千葉県道283号若宮西船市川線：市川市大和田 - 市川市南八幡、「市川インター北側」交差点[3]
- 千葉県道501号王子金町市川線：押切交差点 - 行徳駅入口交差点[4] ※旧道

### 道路施設
- 行徳橋（江戸川、市川市稲荷木 - 同市河原）
- 新行徳橋（江戸川、市川市稲荷木 - 同市河原）

### 交差する道路

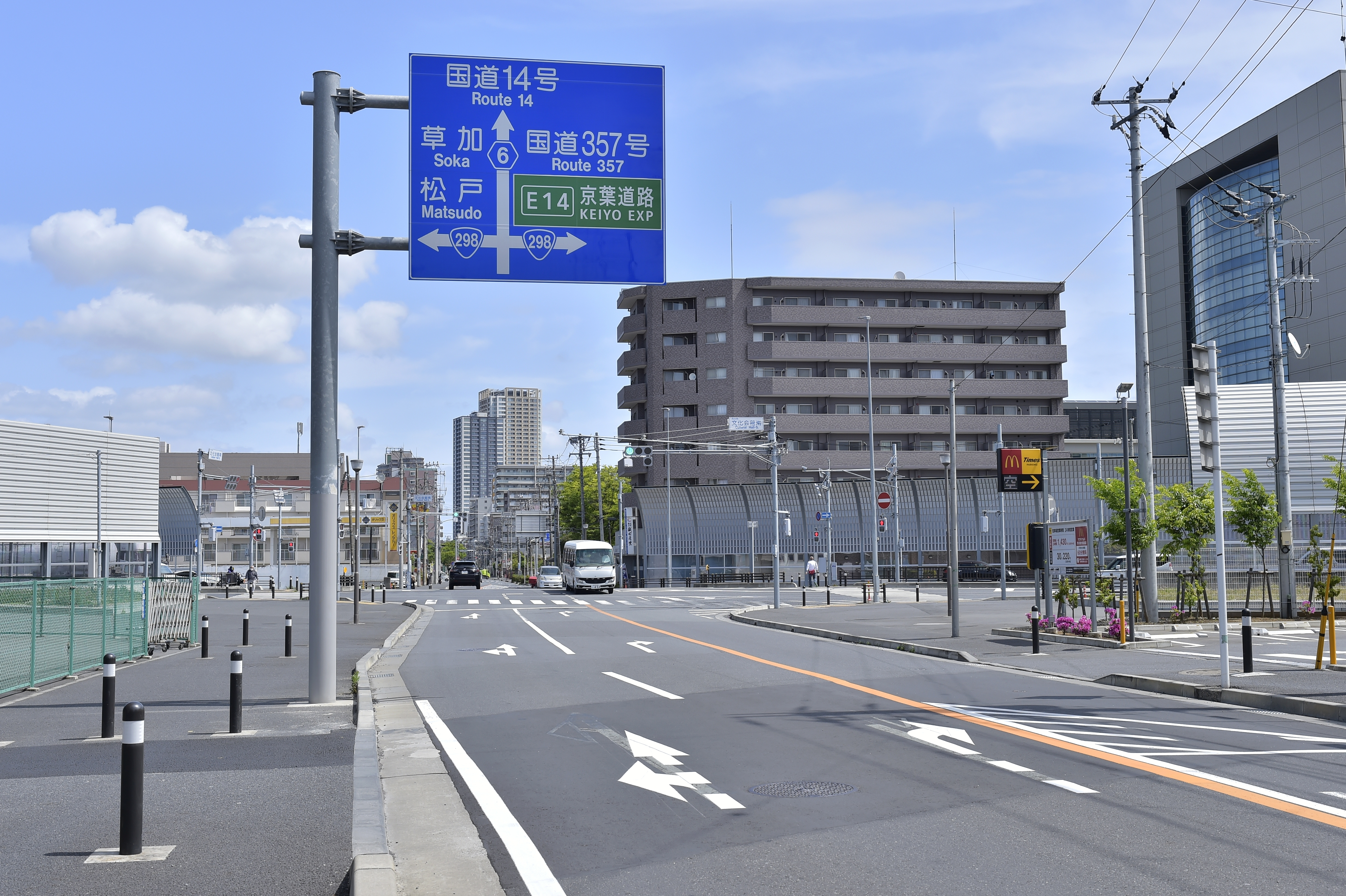
市川市大和田一丁目の国道298号交点「文化会館南交差点」（2023年4月）

#### 現道
- 国道14号（市川市八幡） - 起点
- 国道298号（市川市大和田）「文化会館南交差点」
- 千葉県道283号若宮西船市川線（市川市大和田）
- 千葉県道6号市川浦安線（旧道）（市川市大和田）
- 国道298号（市川市大和田）「稲荷木小学校前交差点」
- 千葉県道283号若宮西船市川線、都市計画道路浦安鎌ヶ谷線（市川市南八幡）「市川インター北側交差点」
- 京葉道路（市川市鬼高、京葉市川IC）
- 国道298号（市川市稲荷木）「稲荷木二丁目交差点」
- 千葉県道6号市川浦安線（旧道）、千葉県道501号王子金町市川線（市川市行徳駅前）「行徳駅入口交差点」
- 千葉県道50号東京市川線（市川市相之川）「相之川交差点」
- 千葉県道10号東京浦安線、千葉県道242号浦安停車場線（浦安市猫実）、「浦安駅前交差点」- 終点

#### 旧道
- 千葉県道179号船橋行徳線（市川市稲荷木、行徳橋北詰）
- 千葉県道501号王子金町市川線（市川市押切、押切交差点）